# Генов, Минко
Минко Генов (болг. Минко Генов Дюлгеров; 5 июля 1880, Карлово — 8 ноября 1950, София) — болгарский литературовед и историк литературы.

## Биография
Родился 5 июля 1880 года в бедной семье в городе Карлово. Окончив Самоковскую духовную семинарию, продолжил обучение в Петербургской духовной академии на литературном отделении (1902—1903). Завершив обучение, становится школьным учителем в Софии, сотрудничает в Энциклопедическом словаре Брокгауза и Ефрона, работает главным редактором в журнале «Радикал» (1922—1934), принимает участие в редактировании газеты «Демократически преглед» (1921—1924) и журнала «Венок» (1926—1943). Являлся вице-президентом и секретарём Союза гимназических учителей.
Как литературовед специализировался преимущественно на древнеболгарской литературе, став одним из видных её знатоков и популяризаторов. Считался представителем старой болгарской школы учёных своего времени.
Его книга «Начало и расцвет на българската литература» («Становление и расцвет болгарской литературы») охватывает эпоху с Первого Болгарского царства (от Бориса I до подчинения Болгарии Византией). Уделял пристальное внимание Охридской и Преславской книжным школам, книжному делу при царе Петре, делая обобщённые выводы о древнеболгарской литературе.
После государственного переворота 9 сентября 1944 года Минко Генов продолжил свою научную деятельность. В биографическом труде «Иван Вазов…», адресованном молодым читателям, прослежены детские, подростковые и юношеские годы болгарского поэта Вазова на основе его произведений, воспоминаний современников и прочих источников. Книга «Етюди върху старобългарската литература» («Этюды древнеболгарской литературы») не претендует на статус исторического труда о древнеболгарской литературе, затрагивая лишь наиболее важные моменты её развития. Изучал становления славянской письменности — деятельность Кирилла и Мефодия в Моравии и Паннонии, принесение и расцвет письменности в Болгарии, рассматривал письменность западных и восточных славян. Генов также составил общую характеристику староболгарской литературы.
Скончался Минко Генов 8 ноября 1950 года в Софии.

## Труды
Минко Генов был автором ряда произведений (на болгарском языке):
- История на българската литература в примере и библиография / Божан Ангелов. — София, 1922. — Т. 2. Стара българска литература (XI - XVIII в.) в примеры, преводи и библиография. — 608 с.
- Начало и развитие на българската литература. Първо българско царство / Христо Г. Данов. — София, 1937. — 200 с. — (Четиво по българска история).
- Иван Вазов: детство, юношество, младини. — София: Хемус, 1946. — 148 с.
- Старобългарска литература: антология. — София, 1947. — Т. 8/30. — 247 с. — (Болгарска литература).
- Етюди върху старобългарската литература. — София: Нива, 1947. — Т. 11. — 139 с. — (Библиотека "Нива").